# Anton Hammarström

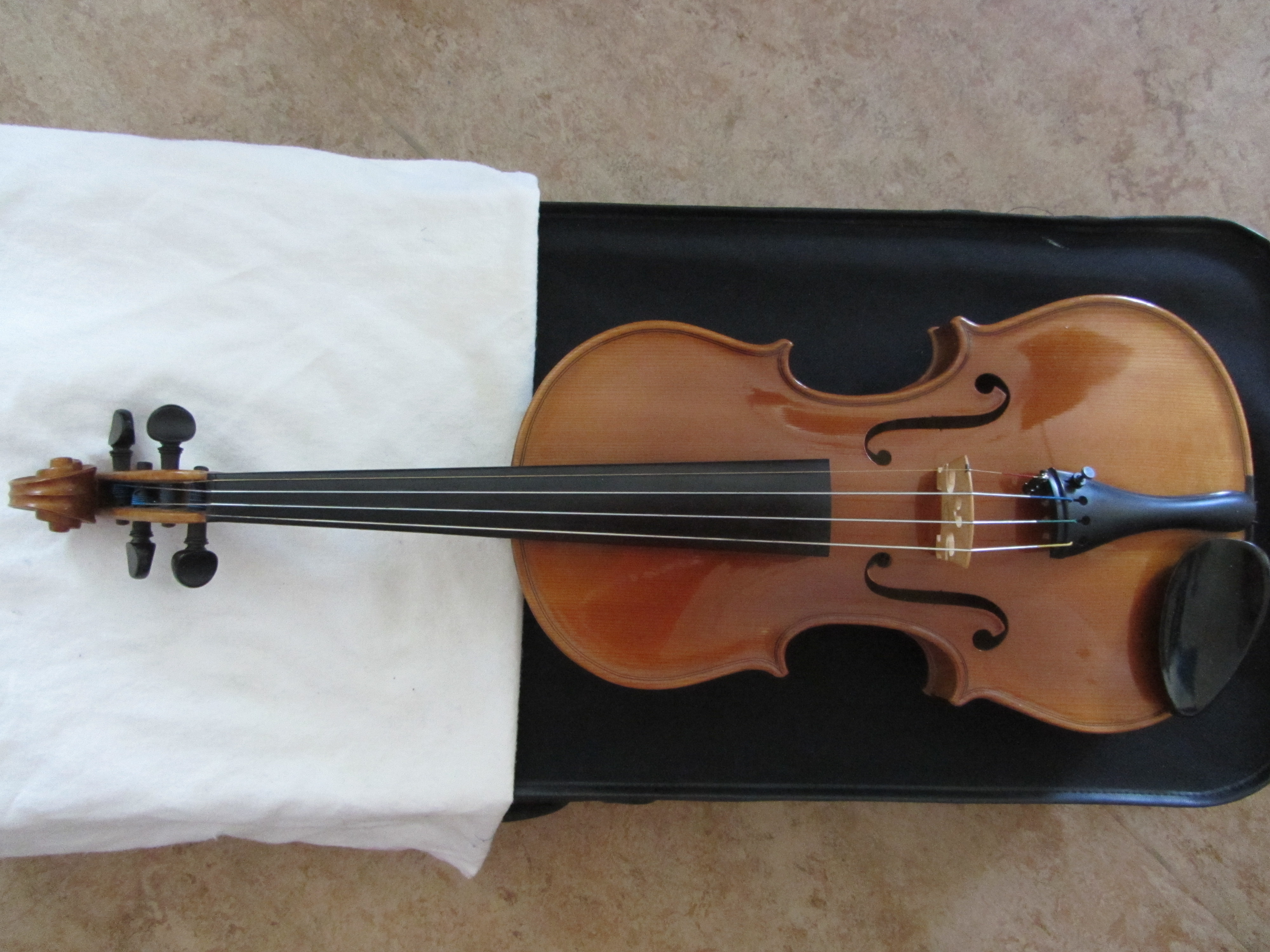
Fiol byggd av Anton Hammarström 1972

Anton Hammarström, född 23 december 1901 i Liden, död 28 december 1986, var en svensk fiolbyggare.
Han kom från Lövudden (idag en del av ön Skeppsholmen) i Fagervik, Timrå. Hammarström var självlärd och känd i folkmusikkretsar i Hälsingland och Medelpad.
Han var till yrket möbelsnickare. Under sin livstid tillverkade han omkring 150 fioler. De ägs av idag av spelmän i Medelpad och Hälsingland men också av yrkesmusiker. Hans fioler anses hålla hög kvalité och är tillverkade av utvalt material med en vacker lackyta. Lacken var Hammarströms egen blandning. Receptet lämnade han aldrig ifrån sig.